# Estadi Municipal de Kintélé
L'Estadi Municipal de Kintélé és un estadi esportiu de la ciutat de Brazzaville, a República del Congo. És utilitzat per la pràctica del futbol i l'atletisme.
Té una capacitat per a 60.000 espectadors. Va ser inaugurat l'any 2015. El partit inaugural fou en l'encontre Congo-Ghana. Va ser seu dels Jocs Panafricans de 2015.